# Villemaréchal
Villemaréchal – miejscowość i gmina we Francji, w regionie Île-de-France, w departamencie Sekwana i Marna. W 2016 roku populacja ówczesnej gminy wynosiła 891 mieszkańców. 
Dnia 1 stycznia 2019 roku połączono dwie wcześniejsze gminy: Saint-Ange-le-Viel oraz Villemaréchal. Siedzibą gminy została miejscowość Villemaréchal, a nowa gmina przyjęła jej nazwę. 